# Temelucha angulata
Temelucha angulata là một loài tò vò trong họ Ichneumonidae.